# フェラーリ・126CK
フェラーリ 126CK (Ferrari 126CK) は、スクーデリア・フェラーリが1981年のF1世界選手権で使用したフォーミュラ1カー。フェラーリ初のターボエンジンを搭載し、1981年の開幕戦から最終戦まで実戦投入された。

## 開発の方針

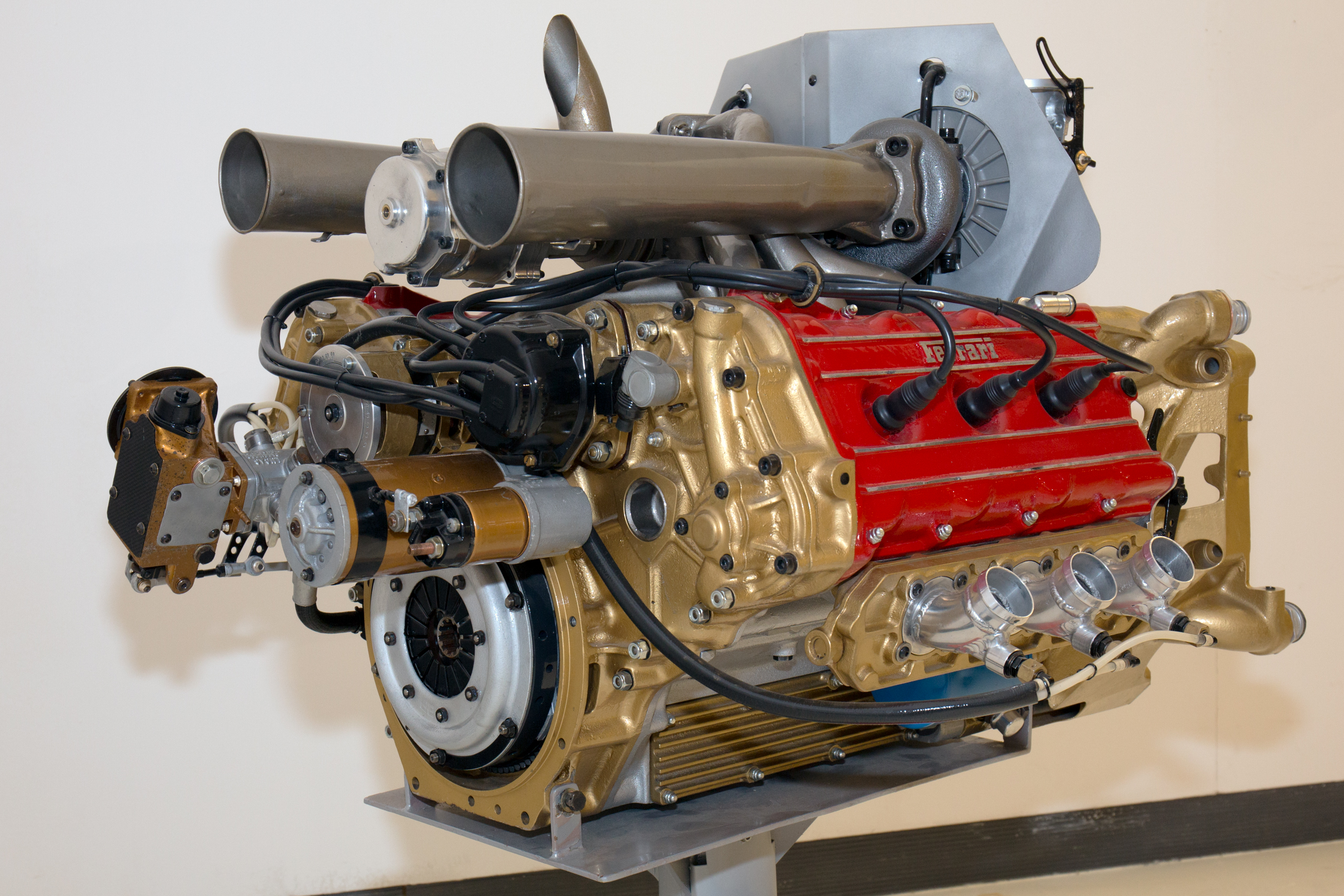
スクーデリア・フェラーリ初のターボエンジン"Tipo 021"
エンジンブロック上部にターボユニットをマウントしている

車名の"126"はバンク角120度のV6エンジン、"C"はイタリア語のCompressore（過給機、英語：Compressor）、"K"は西ドイツのKKK (de:Kühnle, Kopp & Kausch) 社製のターボチャージャーを意味する。
フェラーリは、1975年以降に4度のチャンピオンを獲得したが時代遅れの312Tシリーズに代えて、126CKを開発した。1977年にルノーがはじめて持ち込んだターボエンジンの利点を見出し、V6ターボエンジンを採用した。
このマシンのエンジンには、Vバンクの外側から吸気し内側に排気するレイアウトが採用された。KKK製の2基のターボチャージャーはVバンクの内側に配置され、排気バルブからタービンまでの管長を短くすることができた。
ターボラグを嫌ったマウロ・フォルギエリは、ブラウン・ボベリ社が開発したプレッシャーウェーブ・スーパーチャージャー（コンプレックスチャージャー、英語: Comprex charger）を採用したエンジンも試作した。このエンジンを搭載した試作マシンは「126CX」と呼ばれた。このエンジンはテスト走行を行ったジル・ヴィルヌーヴとディディエ・ピローニの両ドライバーからスロットルレスポンスが良いと好評を得たが、システムが複雑化することとターボの場合よりも車体の重心が高くなることから、1981年の開幕戦アメリカ西GPのフリー走行で試されただけで、採用が見送られた。
312Tシリーズの水平対向12気筒からコンパクトなV6エンジンに変更したことで、本格的なグラウンド・エフェクト・カーとして設計することができたが、シャーシはスペースフレームにアルミパネルをリベット止めして補強するセミモノコック方式のままで、エンジンパワーに対応するだけの剛性が不足していた。この年デザイナーとして加入したハーベイ・ポストレスウェイトは「シャーシ技術は石器時代だった」「もし剛性テストをやったら、一発でチョコレートスナックのようにねじれてしまったに違いない」と語っている。
126CKは1980年にイタリアGPのフリー走行で「126C」として最初にテストされ、そこで312T5よりはるかに速いとわかった。エンジンパワーが大きく直線では速かったが、ターボエンジン特有のひどいターボラグを持ち、タイヤに厳しく、ナーバスな操縦性のマシンであり、ヴィルヌーヴに「真っ赤なとっても速いキャデラック」と言わしめた。それでも、ヴィルヌーヴは1981年のモナコGPとスペインGPで優勝をかざり、1980年の不調からの復活を印象づけた。
フロントウイングは、初期型ではノーズがフロントウイングを分断する形になっていたが、後期型では312T系のようにノーズ上に載せるような形になっている。
シャーシナンバーが049 - 054までの計6台製作され、1980年イタリアGPでは049が使用された。また、049 - 051の3台はモノコック自体が強化改造を受け、049B - 051Bとして第11戦オーストリアGP以降で使用された。この後、049Bはさらに126C2化もされた。

## スペック

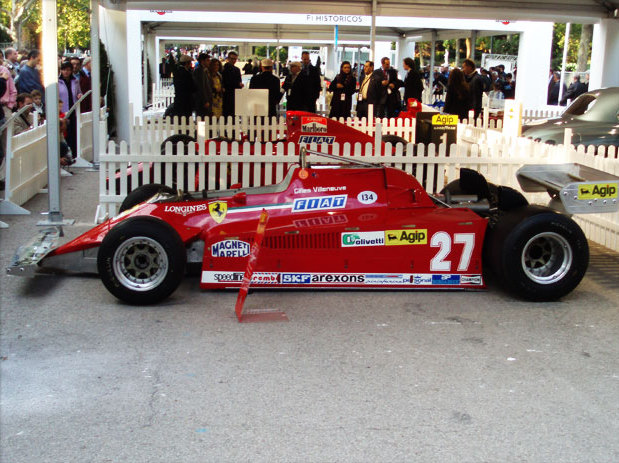
ジル・ヴィルヌーヴがドライブした126CK

### シャーシ
- シャーシ名 126CK
- ホイールベース 2,718 mm
- 前トレッド 1,700 mm
- 後トレッド 1,685 mm
- クラッチ ボーグ&ベック
- ブレーキキャリパー ブレンボ
- タイヤ ミシュラン

### エンジン
- エンジン名 フェラーリTipo021
- 気筒数・角度 V型6気筒ターボ・120度
- 最大馬力 550馬力（予選時600馬力）
- 排気量 1,496.4cc[4]
- 圧縮比 7.5[4]
- ボア 81 mm[4]
- ストローク 48.4 mm[4]
- スパークプラグ チャンピオン
- 燃料・潤滑油 Agip

## 記録
| 年   | No. | ドライバー   | 1   | 2   | 3   | 4   | 5   | 6   | 7   | 8   | 9   | 10  | 11  | 12  | 13  | 14  | 15  | ポイント | ランキング |
| 年   | No. | ドライバー   | USW | BRA | ARG | SMR | BEL | MON | ESP | FRA | GBR | GER | AUT | NED | ITA | CAN | CPL | ポイント | ランキング |
| ---- | --- | ------------ | --- | --- | --- | --- | --- | --- | --- | --- | --- | --- | --- | --- | --- | --- | --- | -------- | ---------- |
| 1981 | 27  | ヴィルヌーヴ | Ret | Ret | Ret | 7   | 4   | 1   | 1   | Ret | Ret | 10  | Ret | Ret | Ret | 3   | DSQ | 34       | 5位        |
| 1981 | 28  | ピローニ     | Ret | Ret | Ret | 5   | 8   | 4   | 15  | 5   | Ret | Ret | 9   | Ret | 5   | Ret | 9   | 34       | 5位        |

- 太字はポールポジション、斜字はファステストラップ、DSQは失格。